# غياث بركات
غياث بركات (ولد 1953 م) باحث ووزير سوري، حاصل على دكتوراه في اللغويات التطبيقية. شغل منصب وزير التعليم العالي في سورية في حكومة محمد ناجي العطري من عام 2006 إلى 2011.

## ولادته وتحصيله
ولد غياث بركات في محافظة دير الزور السورية عام 1953. انتسب عام 1971 إلى قسم اللغة الإنجليزية وآدابها في كلية الآداب والعلوم الإنسانية بجامعة دمشق، وحصل منه على الإجازة (بكالوريوس) عام 1975. ثم نال دبلوم تأهيل تربوي من كلية التربية بجامعة دمشق، عام 1977. ثم أُرسلَ موفدًا إلى جامعة تكساس بالولايات المتحدة، لإكمال دراسته العليا، وحصل منها على شهادة (ماجستير) في اللغويات التطبيقية، عام 1982، و(دكتوراه) في اللغويات التطبيقية، باختصاص تعليم اللغة الإنجليزية لغةً ثانية، عام 1985.

## وظائفه ومناصبه
عُين مُشرفًا على برنامج تعليم اللغة الإنجليزية في مركز البحوث العلمية في حلب بين عامي 1988 و 1993. وعُيِّن في منصب وزير التعليم العالي في سورية في حكومة محمد ناجي العطري من عام 2011 إلى 2006.